# 霍羅德涅 (阿爾切夫斯克區)
48°23′25″N 38°50′38″E / 48.39028°N 38.84389°E
霍羅德涅（烏克蘭語：Городнє）是位於烏克蘭東部的村莊，由盧甘斯克州阿爾切夫斯克區的阿爾切夫斯克市鎮負責管轄。該村始建於1928年，面積0.05平方公里，海拔高度217米，2001年人口8，人口密度每平方公里173.9人。